# Lorcan Robbins
Lorcan Robbins (irisch Lorcán Ó Róibín, * 16. Mai 1884 in Moate, County Westmeath, Irland; † 9. Januar 1939) war ein irischer Politiker der Sinn Féin.

## Biografie
Lorcan Robbins (auch: Laurence Robbins) wuchs auf einem Bauernhof (Tullaghnageeragh) im County Westmeath auf. Schon bald schloss er sich der Sinn Féin an und wählte den Kampf- oder Decknamen Richard Dalton. Bei der Schaffung des ersten Dáils arbeitete Robbins im Finanzministerium. Für die Sinn Féin wurde er sodann für die Wahlen 1921 zum Dáil Éireann im Wahlkreis Longford–Westmeath nominiert. Ohne Gegenkandidat wurde er zum Abgeordneten (Teachta Dála) gewählt. Am 7. Januar 1922 stimmte er für den Anglo-Irischen Vertrag. Er wurde am 11. Januar 1922 zum Assistenzminister für Lokale Verwaltung. Auch wenn er seinen Sitz bei den Wahlen zum Dáil Éireann 1922 verlor, blieb er bis zur Verschmelzung der provisorischen Regierung im Amt. 